# دیلای ۱۷۵
دیلای ۱۷۵ (Delahaye 175) خودرویی است که در سال‌های ۱۹۴۸ تا ۱۹۵۱تولید شده‌است.
این خودرو در کلاس خودرو لوکس قرار گرفته و  طراحی آن خودروهای موتور جلو-محور عقب بوده است.
موتور آن ۴۵۵ سی‌سی سیستم جعبه‌دندهٔ آن ۴ دنده  است.